# Centroscyllium
Centroscyllium, rod malenih morskih pasa iz porodice svjetlučavaca (Etmopteridae). Žive na velikim dubinama po svim oceanima.
Za ljude su bezopani. Najveći među njima, C. fabricii, može narasti maksimalno 107 cm., ostali su zmatno manji, vrsta C. granulatum, naraste tek do 28 cm, a C. ornatum, 30 cm.

## Vrste
1. Centroscyllium excelsum Shirai & Nakaya, 1990
2. Centroscyllium fabricii (Reinhardt, 1825)
3. Centroscyllium granulatum Günther, 1887
4. Centroscyllium kamoharai Abe, 1966
5. Centroscyllium nigrum Garman, 1899
6. Centroscyllium ornatum (Alcock, 1889)
7. Centroscyllium ritteri Jordan & Fowler, 1903